# 190
Het jaar 190 is het 90e jaar in de 2e eeuw volgens de christelijke jaartelling.

## Gebeurtenissen

### Italië
- Keizer Commodus wordt door de Senaat tot consul (zesde maal) herkozen. In Rome heerst een hongersnood, de pretoriaanse garde onderdrukt een oproer van de burgers.

### Parthië
- Osroes II roept zich in Medië uit tot koning van de Parthen. Vologases IV weet de opstand met gewapend verzet te onderdrukken en herstelt de rust in het Parthische Rijk.

### China
- Keizer Han Shaodi wordt in het keizerlijk paleis gedwongen vergiftigde wijn te drinken. Na zijn overlijden breekt er opnieuw een opstand uit in het Chinese Rijk.
- In de oostelijke provincies van het rijk wordt een coalitie gevormd tegen keizer Han Xiandi, die als marionet fungeert onder het bewind van de tiran Dong Zhuo.

## Overleden
- Athenagoras van Athene, Grieks-christelijke apologeet
- Han Shaodi, keizer van het Chinese Keizerrijk